# NGC 1522
NGC 1522 é uma galáxia lenticular (S0) localizada na direcção da constelação de Dorado. Possui uma declinação de -52° 40' 10" e uma ascensão recta de 4 horas, 06 minutos e 07,6 segundos.
A galáxia NGC 1522 foi descoberta em 27 de Dezembro de 1834 por John Herschel.